# 祁东西站
祁东西站是位于湖南省衡阳市祁东县风石堰镇的一个铁路车站，邮政编码421612。车站建于1938年，有湘桂铁路经过该站，现仅办理货运，不办理客运业务，车站及其上下行区间均未电气化。车站距离衡阳站75公里，隶属广铁集团，是四等站。本站原名风石堰站，2017年9月1日更名为祁东西站。